# Monique Gilbert
 (septembre 2015).
Si vous disposez d'ouvrages ou d'articles de référence ou si vous connaissez des sites web de qualité traitant du thème abordé ici, merci de compléter l'article en donnant les références utiles à sa vérifiabilité et en les liant à la section « Notes et références ».
Monique Gilbert est une journaliste et écrivaine française née le 10 avril 1929.
Elle a consacré sa vie professionnelle à la découverte de pays proches ou lointains pour en étudier la diversité ethnologique et patrimoniale. 

## Biographie
Elle est diplômée de l’École Nationale des Langues orientales vivantes (Institut national des Langues et Civilisations orientales (INALCO)) de la Faculté de Lettres Paris-Sorbonne : littérature comparée, de langue et littérature anglaises de l’Université de Cambridge et d'une bourse d’étude aux États-Unis.
De 1960 à 1972, elle travaille comme journaliste à L’Express et collabore à diverses radios (RTL : rubrique tourisme, loisirs puis « RTL au Féminin » ; France-Inter : création de  « France-Inter vacances » 1971). Elle crée et dirige de 1972 à 1976 une agence de conseil en information dans les secteurs transports, hôtellerie, régions et pays d’accueil. 
Journaliste à Cosmopolitan (1976-1983), elle s'y occupe de la rubrique voyages. Elle est chargée des pages voyage, aux Éditions mondiales et Au Nouvel Économiste de 1983 à 1993 puis de 1985 à 1995, travaille comme rédactrice en chef du magazine professionnel Les Bancs d’Essais du Tourisme. 
En 1997, elle crée le premier magazine de voyage en ligne de langue française www.voyageinfo.comdont elle assure encore la rédaction en chef.

### Concept
À partir de 1976, Monique Gilbert essaie d’appliquer les principes du reportage à la description du mode de vie, des comportements et des croyances de quatre enfants pratiquant les quatre religions les plus représentées en France : catholicisme, islam, protestantisme, judaïsme. Son livre, Il était plusieurs « foi » publié d’abord aux Éditions Ramsay en 1977 est un succès dont toute la presse se fait l’écho[réf. nécessaire]. Il sera repris et illustré par les Éditions Hachette puis entièrement refondu et complété pour les Éditions Albin-Michel Jeunesse jusqu’à sortir en format « Poche » pour une plus large diffusion face à l’actualité.

## Récompenses
- Prix de l’ADONET (Association des Offices nationaux étrangers de Tourisme)
- Palme de l’Office national du Tourisme de Malte
- Coq d’argent de l’Office National du Tourisme du Portugal